# Ecolsonia cutlerensis
L'ecolsonia (Ecolsonia cutlerensis Vaughn, 1969) è un anfibio estinto, appartenente ai temnospondili. Visse nel Permiano inferiore (circa 295 - 280 milioni di anni fa) e i suoi resti fossili sono stati ritrovati in Nordamerica (Nuovo Messico).

## Descrizione
Questo animale, lungo oltre mezzo metro, possedeva un miscuglio di caratteristiche che non permettono di avvicinarlo del tutto ad altre forme simili. Il cranio era grande e di forma quasi triangolare se visto dall'alto; era dotato di grandi orbite, posizionate abbastanza anteriormente, e di molti piccoli denti marginali appuntiti. La superficie delle ossa era finemente ornamentata. In tutte queste caratteristiche il cranio di Ecolsonia richiamava quello di altri temnospondili coevi come Tersomius, che tuttavia erano molto più piccoli. Ecolsonia, tuttavia, era sprovvisto di creste sulla volta cranica e attorno agli occhi, e possedeva grandi cavità interpterigoidee, che lo differenziavano dai contemporanei dissorofidi. Questo animale, inoltre, possedeva narici esterne molto allungate, che ricordavano invece i trematopsidi, e un'incisura otica enorme e chiusa posteriormente simile a quella di Dissorophus e Cacops. Ecolsonia era inoltre sprovvisto delle piastre dermiche sopra le vertebre, tipiche dei dissorofidi, ma possedeva invece minuscoli osteodermi scolpiti che coprivano tutto il corpo, come il trematopside Anconastes. Una caratteristica unica di Ecolsonia era data dall'insolita forma delle estremità dorsali delle spine neurali, espanse irregolarmente (non nello stesso modo dei dissorofidi) ma che suggeriscono la presenza di aree per l'inserzione dei legamenti a sostegno della colonna vertebrale.

## Classificazione

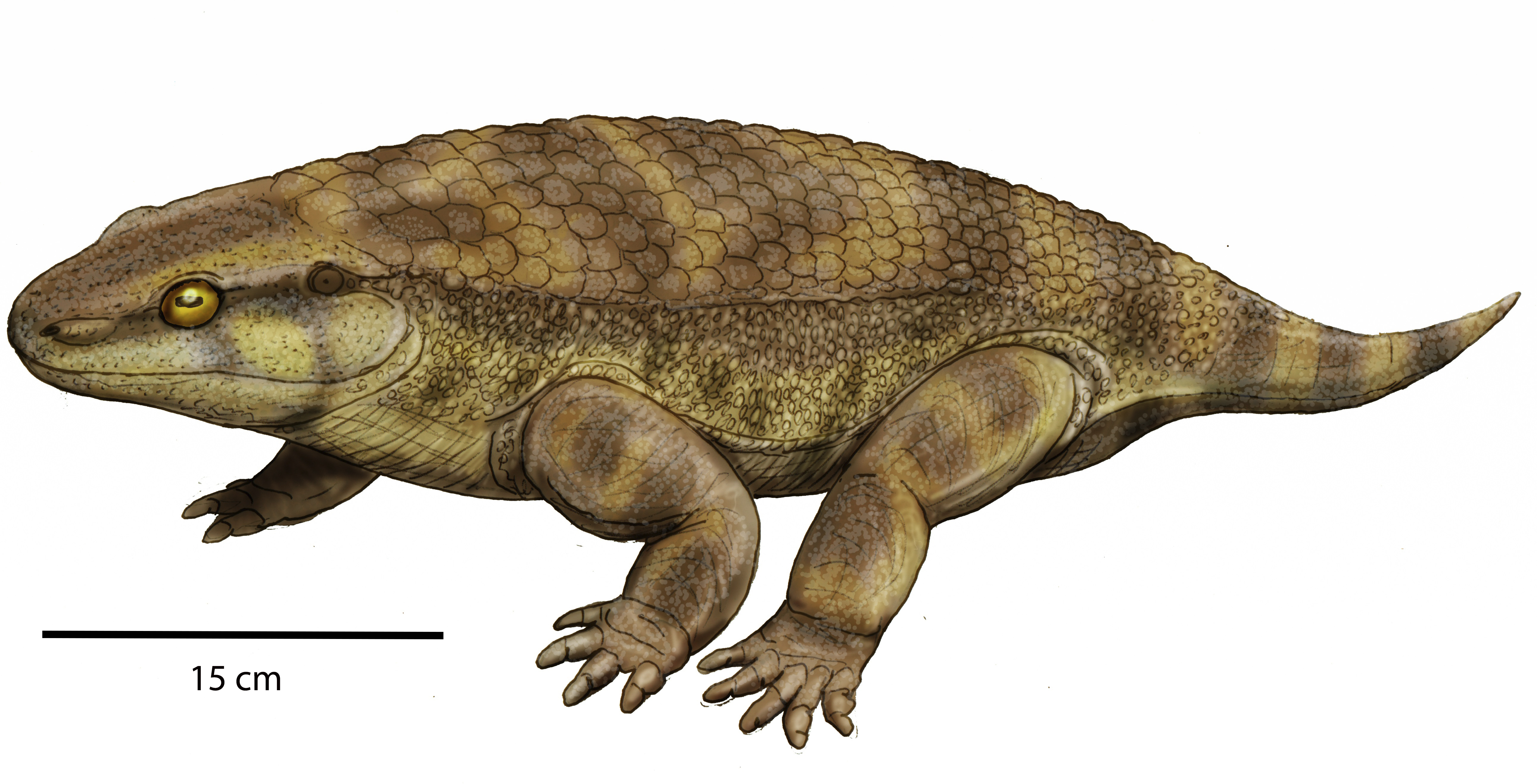
Ricostruzione di Ecolsonia cutlerensis

Ecolsonia cutlerensis venne descritto inizialmente da Vaughn nel 1969, sulla base di fossili ritrovati nella Contea di Rio Arriba (Nuovo Messico). Lo studioso ipotizzò che Ecolsonia potesse rappresentare un dissorofoide evolutosi indipendentemente dalle famiglie dei dissorofidi e dei trematopsidi. Altri studi (Berman et al., 1985) hanno invece avvicinato questa forma ai dissorofidi (comprendenti, nel loro lavoro, anche gli anfibamidi). Più di recente (Schoch, 2013) Ecolsonia è stato considerato un trematopside a tutti gli effetti.